# No Direction Home – Bob Dylan

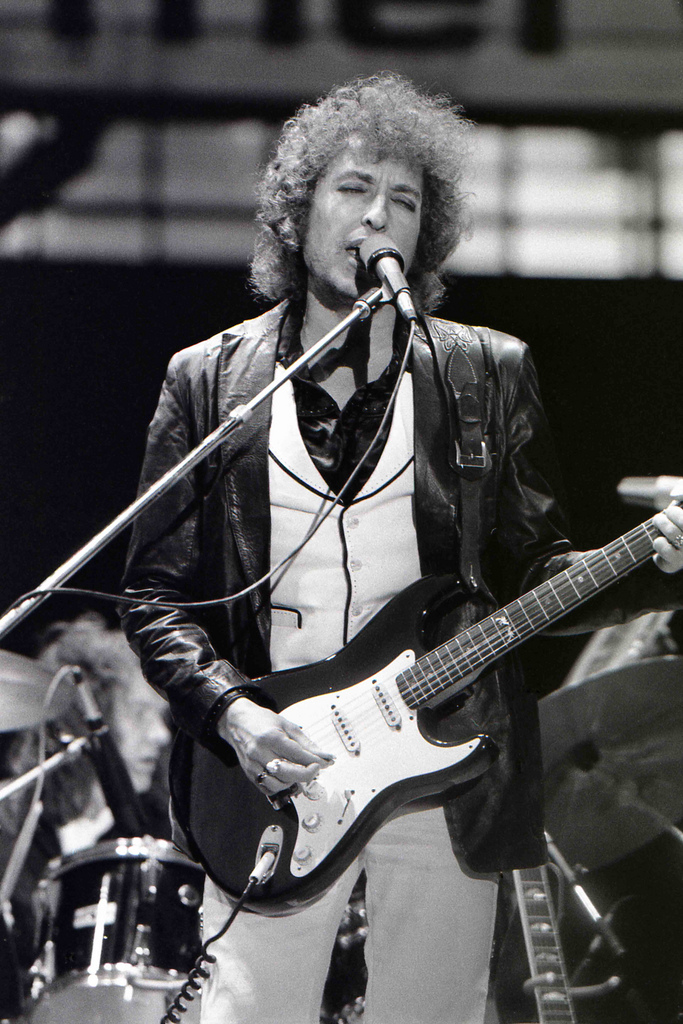
Bob Dylan in Rotterdam (1978)

No Direction Home – Bob Dylan ist ein zweiteiliger Dokumentarfilm, der für das Fernsehen produziert wurde und bei dem Martin Scorsese Regie führte. Der Film beschäftigt sich mit dem Aufstieg eines unbekannten Sängers zu einem der einflussreichsten Künstler des 20. Jahrhunderts. Den Schwerpunkt legt das 2005 produzierte Porträt auf Dylans Schaffen und Umgebung im Zeitraum 1961 bis 1966.

## Hintergrund
Der Filmtitel nimmt Bezug auf eine Zeile im Refrain des Bob-Dylan-Songs Like a Rolling Stone: „How does it feel / To be on your own / With no direction home / Like a complete unknown / Like a rolling stone?“ Mit diesem Song beginnt und endet der Film – mit zwei Live-Versionen des Songs von der 1966er England-Tournee Dylans.
Dazwischen präsentiert der Film eine lange Montage unterschiedlichen Materials, für die hunderte Stunden Archivmaterial gesichtet wurden. Bestandteile dieser Montage sind ein langes Interview mit Dylan sowie Interviews mit vielen seiner Weggefährten aus dem musikalischen und dem privaten Bereich, mit einigen seiner Förderer und Produzenten sowie Film- und Fotomaterial aus Dylans Leben und Musikschaffen, daneben aber auch zeitgeschichtliche Dokumente aus den USA der beginnenden 1960er Jahre, vom Marsch auf Washington, von der Ermordung von John F. Kennedy und anderen Ereignissen. Viele Filmausschnitte von Konzerten Dylans in den Jahren 1965 und 1966 waren mit No Direction Home erstmals für ein breites Publikum zu sehen.

## Auszeichnungen (Auswahl)
Regisseur Scorsese wurde 2006 bei den DVD Exclusive Awards als bester Regisseur ausgezeichnet. Im selben Jahr gewann Tom Fleischman, Toningenieur des Films, einen Emmy in der Kategorie Outstanding Sound Mixing for Nonfiction Programming. Zudem wurde er in der Kategorie Best Long Form Music Video mit einem Grammy geehrt.

## Kritik
„Der durch ein langes Interview mit Dylan gerahmte Film bietet eine Fülle von klug eingesetztem Archivmaterial, durch das der Künstler in ein politisches wie kulturelles Umfeld gestellt wird und die gegenseitigen Beeinflussungen erkennbar werden. Nicht nur für Musikfans von hohem ästhetischem Reiz.“

## The Bootleg Series Vol. 7: No Direction Home – The Soundtrack
Begleitend zum Film erschien Volume 7 von Bob Dylans Bootleg Series. Diese Ausgabe der Bootleg Series – wie der Film im Jahr 2005 erschienen – versammelt auf zwei CDs insgesamt 28 Titel, wovon 26 in dieser hier präsentierten Version zuvor unveröffentlicht waren. „Dies ist kein Soundtrack-Album im üblichen Sinn“ („This is not a soundtrack in the traditional sense“), heißt es einleitend im Text des Booklets. Nur wenige der ausgewählten Aufnahmen finden sich in derselben Version im Film wieder. Zum überwiegenden Teil handelt es sich um Live-Versionen oder „alternate takes“ von Songs aus dem Zeitraum, der im Film behandelt wird: Die älteste Aufnahme auf dem Album ist aus 1959, der privat aufgenommene Song When I Got Troubles, die neueste ist vom 20. Mai 1966, die live in Edinburgh aufgenommene Ballad of a Thin Man. Einer der Songs, bei denen Film- und Album-Version übereinstimmen, ist Maggie’s Farm – es ist die Version, die Dylan mit Musikern mit elektrisch verstärkten Instrumenten beim Newport Folk Festival im Juli 1965 gespielt hat.
Neben der zitierten Einleitung enthält das Booklet der Doppel-CD drei Texte: Liner Notes zu allen Songs des Albums sowie einen Rückblick auf die Wahrnehmung Dylans aus englischer Sicht von Andrew Loog Oldham und Erinnerungen von Al Kooper an die Aufnahmesessions von Highway 61 Revisited und Blonde on Blonde.